# Selamawit Teferi
Selamawit Teferi (en amharique : ሰላማዊት ተፈሪ, et en hébreu : סלאמוויט באיולין-טפרי), née Bayoulgn le 24 mars 1994 à Addis-Abeba, est une athlète éthiopienne naturalisée israélienne depuis avril 2019.

## Carrière
Elle est médaillée d'argent de la Coupe d'Europe du 10 000 mètres 2021 à Birmingham. Elle termine dixième de la finale du 5 000 mètres féminin aux Jeux olympiques d'été de 2020 à Tokyo et 23e de la finale du 10 000 mètres.